# Gran Valle
El Gran Valle es un alargado y poblado valle de 48 km de longitud y 5 km de anchura en los Estados Unidos, situado a lo largo del río Colorado, en el oeste del estado de Colorado y este de Utah. El valle contiene la ciudad de Grand Junction, así como otras menores como Fruita y Palisade, todas en Colorado. Es famoso por tener gran número de huertos de árboles frutales. Toma su nombre del Grand River (Gran Río, en español), nombre histórico del curso alto del río Colorado, que se usaba a fines del siglo XIX y principios del XX. Forma parte de la Meseta del Colorado.
El valle estuvo durante siglos poblado por la tribu india de los Ute, hasta 1885 cuando fueron obligados a emigrar a reservas.
- Datos: Q5595214
- Multimedia: Grand Valley (Colorado-Utah) / Q5595214